# یون وونچول
یون وونچول (به کره‌ای: 윤원철) کشتی گیر کشور کره شمالی است. از افتخارات وی می‌توان به کسب مدال  طلا و برنز کشتی فرنگی مسابقات قهرمانی کشتی جهان ۲۰۱۳ و مسابقات قهرمانی کشتی جهان ۲۰۱۵ و مدال نقره بازی‌های آسیایی ۲۰۱۴ اشاره کرد. وی در سال ۲۰۱۶ میلادی در المپیک ریو در وزن ۵۹ کیلو حاضر بود که با شکست مقابل المورات تاسمورادوف از گردونه رقابت‌ها حذف شد.